# Bede XBD-2
Le Bede XBD-2 est un avion expérimental américain destiné à tester les effets du contrôle de la couche limite sur la portance, en particulier à basse vitesse. 

## Origine et développement
Parallèlement au développement du BD-1, Jim Bede et son père James décidèrent de développer une famille d’avions légers devant être produits en série par Bede Aviation Corp. Le projet suivant fut un quadriplace de tourisme expérimental à décollage et atterrissage court destiné à tester un système de soufflage de couche limite développé par le Département de dynamique des fluides de l’université du Mississippi dans le cadre d’un programme de recherches passé avec Jim Bede. 

## Description
La construction de ce monoplan à aile basse faisait appel comme sur le BD-1 à un matériau sandwich en nid d’abeille d’aluminium collé et à la fibre de verre pour le train d’atterrissage tricycle fixe. Deux moteurs six cylindres à plat Continental de 145 ch étaient montés à l’arrière du fuselage, entraînant par courroie une unique hélice tripale carénée propulsive soufflant un empennage cruciforme. Mais la  principale innovation de l’appareil était le système de contrôle de la couche limite : l’extrados de voilure était percé de 164 000 trous dont la taille variait de 0,5 à 0,737 mm. L’air était aspiré par une buse de 35 cm de diamètre, collant la couche limite au profil sous pratiquement tous les angles d’attaque et réduisant la traînée. Expulsé vers l’arrière, il procurait aussi une poussée additionnelle. 

## Expérimentation
Immatriculé N327BD, le XBD-2 effectua son premier vol le 26 juillet 1961. Le système d'aspiration de la couche limite se révéla efficace : à peine 150 m de roulage étaient nécessaires pour faire décoller ou atterrir le prototype, dont la vitesse de décrochage passait de 103 km/h sans soufflage de couche limite à 67 avec. Quant au taux de montée il passait de 5,3 m/s sur deux moteurs à 3,6 m/s sur un seul moteur. En cours d’essais le système de contrôle de couche limite fut modifié pour en améliorer les performances et en faciliter la production au stade industriel. Cet appareil effectua une cinquantaine d’heures d’essais en vol, toujours en monoplace, la cabine étant remplie d’équipements de mesure. Il fut finalement cédé à l’Experimental Aircraft Association. Il est aujourd’hui conservé au musée de l’EAA de Milwaukee, Wisconsin.

## Projets suivants
Le XBD-2 a donné lieu à deux projets de même configuration (aspiration de la couche limite, hélice arrière carénée) qui ne dépassèrent pas le stade des études : 
- le BD-3, un avion d'affaires rapide pour six passagers, avec deux moteurs 290 cv
- le BD-7, un avion pour 15 à 24 passagers.

## Autres avions BD
- Bede BD-1
- Bede BD-5 Micro